# برهم، هونتينغدنشير (كامبريدجشير)
برهم، هونتينغدنشير (بالإنجليزية: Barham, Huntingdonshire)‏ هي قرية تقع في المملكة المتحدة في إنجلترا. يقدر عدد سكانها بـ 36 نسمة .